# 산화 에틸렌
산화 에틸렌(ethylene oxide)는 에테르의 일종이다. 에폭사이드 화합물의 일종이기도 하다. 분자식은 C2H4O이다. 주로 에틸렌 글리콜의 합성 원료로 사용된다.

## 성질
상온에서 무색의 기체 상태로 존재한다. 녹는점은 -111.3°C, 끓는점은 13.5°C이다. 액체 상태에서의 비중은 0.887이다. 물 또는 알코올과는 임의의 비율로 섞일 수 있으며 에테르에도 잘 녹는다. 물이 혼합되어 있을 경우 분해하여 에틸렌 글리콜이 된다.

## 제법
산화 에틸렌을 제조하는 방법으로는 에틸렌을 은 촉매 존재 하에서 산소로 산화시키는 방법이 가장 많이 사용된다. 반응식은 다음과 같다.
CH2=CH2 + 1/2 O2 → C2H4O
이론적으로는 약 70%의 수득률을 보이지만, 온도가 높아지면 수득률이 떨어지기 때문에 높은 수득률을 위해서는 온도의 세밀한 조절이 필요하다. 다음과 같은 부반응은 수득률을 떨어트리는 주된 요인 중 하나이다.
CH2=CH2 + 3 O2 → 2 CO2 + 2 H2O
에틸렌을 산화하는 데는 공기나 순수한 산소 모두 사용이 가능하다. 공기를 사용할 경우 공기의 정화작업이 공정에 포함되고 산소를 사용할 경우 이산화 탄소제거 과정과 산소 생산 과정이 포함된다.

## 용도
산화 에틸렌은 주로 다른 물질을 합성하는 데에 많이 사용된다. 산화 에틸렌으로부터 합성되는 물질은 다음과 같다.
- 부동액이나 폴리에틸렌 테레프탈레이트 등의 원료로 사용될 에틸렌 글리콜 합성의 재료
- 계면활성제의 합성 원료
- 에탄올아민의 합성 원료
- 항공유의 첨가물인 글리콜 에테르의 합성 원료
- 잠수함, 로켓 추진제로 이용된다.
- 비누 제조에 이용된다.
- 살균제, 살충제 제조에 이용된다.

## 안전성
생화학적으로 반응성이 매우 높다. 산화 에틸렌은 발암물질로 작용하는 것으로 알려져 있고, 돌연변이원으로도 작용할 수 있다. 또한 신경계에 손상을 입힐 수 있고, 수중 생명체에 해를 끼칠 수 있다. 가연성과 폭발성도 높기 때문에 취급에 주의를 요한다.

### 흡입
흡입할 경우 독성을 가지고 호흡기에 자극을 준다. 증기는 졸음과 어지러움을 일으킬 수 있다. 후각을 둔감하게 만들고 높은 냄새한계농도를 가지고 있기 때문에 냄새로 산화 에틸렌의 존재를 판별하는 것은 피해야 한다.

### 피부
피부에 자극을 준다. 기체에 노출될 경우 동상을 입을 수 있다. 산화 에틸렌 용액은 피부에 화상을 입힐 수 있다.

### 눈
눈에 자극을 준다. 기체에 노출될 경우 동상을 입을 수 있다. 산화 에틸렌 용액은 눈에 화상을 입힐 수 있다.

## 참고 문헌
- Considine, G. D. et al., Van Nostrand's encyclopedia of chemistry, 5th edition, Hoboken: Wiley-Interscience, 2005.
- http://www.ccl.shell.com/MSDS/DownloadRtf?downloadUrl=http://sww.chemicals.shell.com/GSAPEHS/MSDS/000000000797_INT_EN.pdf

## 같이 보기
- 산화 프로필렌